# Eduardo Llanos Melussa
Eduardo Llanos Melussa (1956) es un psicólogo, poeta y académico chileno.
Es psicólogo titulado en la Universidad de Chile y doctor en Psicología y Educación por la Universidad de Granada. Actualmente se desempeña como académico de la Facultad de Psicología de la Universidad Diego Portales. En representación del Colegio de Psicólogos de Chile, integró el Consejo de Calificación Cinematográfica (2007-2015).
Ha escrito prólogos y artículos sobre diversos poetas chilenos (Enrique Lihn, Nicanor Parra, Gonzalo Rojas, Jorge Teillier, Floridor Pérez, Juan Luis Martínez). Asimismo, ha escrito algunos sobre algunos cuentos hispanoamericanos, abordándolos desde una pragmática integrativa, que articula tanto la pragmalingüística (Austin, Searle, Grice, Sperber y Wilson) como la pragmática de la comunicación (Escuela de Palo Alto). 
Por otra parte, ha desarrollado un modelo de análisis psicofílmico que explora una determinada película distinguiendo seis dimensiones (interpersonal, intrapersonal, y transpersonal, estética, simbólica, ideológica), las que a su vez se exploran en seis niveles de profundidad (descriptivo, inferencial, interpretativo, evaluativo, introspectivo y creativo). 
Aparte de los premios por su creación literaria, ha recibido también variadas distinciones por su calidad docente. 

## Obra

### Poesía
- Contradiccionario (Ediciones Tragaluz, 1983)[1]
- Antología presunta (FCE, 2003).
- REFERENCIAS
- Eduardo Llanos Melussa. "Antología presunta" Por Óscar Sarmiento. Modern Languages. SUNY Potsdam. Taller de letras, Revista de la Facultad de Letras, Pontificia Universidad Católica de Chile, Nº 34, 2004, pp. 184-188

### Algunos artículos y ensayos
- "Enrique Lihn, Poeta Multilihneal" , 1987.[4]
- "Sobre la crítica chilena actual", 1993.
- "La generación del cincuenta y el sino de los premios nacionales", 2004.
- "Antipoesía y ecología psíquica", 2000.
- "A propósito de Anteparaíso". 1983.
- "Sobre el poema Un desconocido silba en el bosque, de Jorge Teillier".
- "Exilio, Intraexilio y Poesía Chilena" (1973 - 2003).
- "Esbozo de declaración poético-ambientalista". La Habana, 2002.
- "Sobre la poesía de Gonzalo Rojas".

## Premios
- Premio Ariel (1978)[1]
- Concurso Nacional de Literatura Juvenil (1978)
- Gabriela Mistral (1979)
- Juego Florales Semana Valdiviana (1982)
- Premio Iberoamericano “Javiera Carrera” (1984)
- Premio Latinoamericano “Rubén Darío” (Nicaragua, 1988)
- Premio Centenario de Gabriela Mistral (1989)
- Premio Altazor - Poesía (2004)